# ポール・ヴィクシー

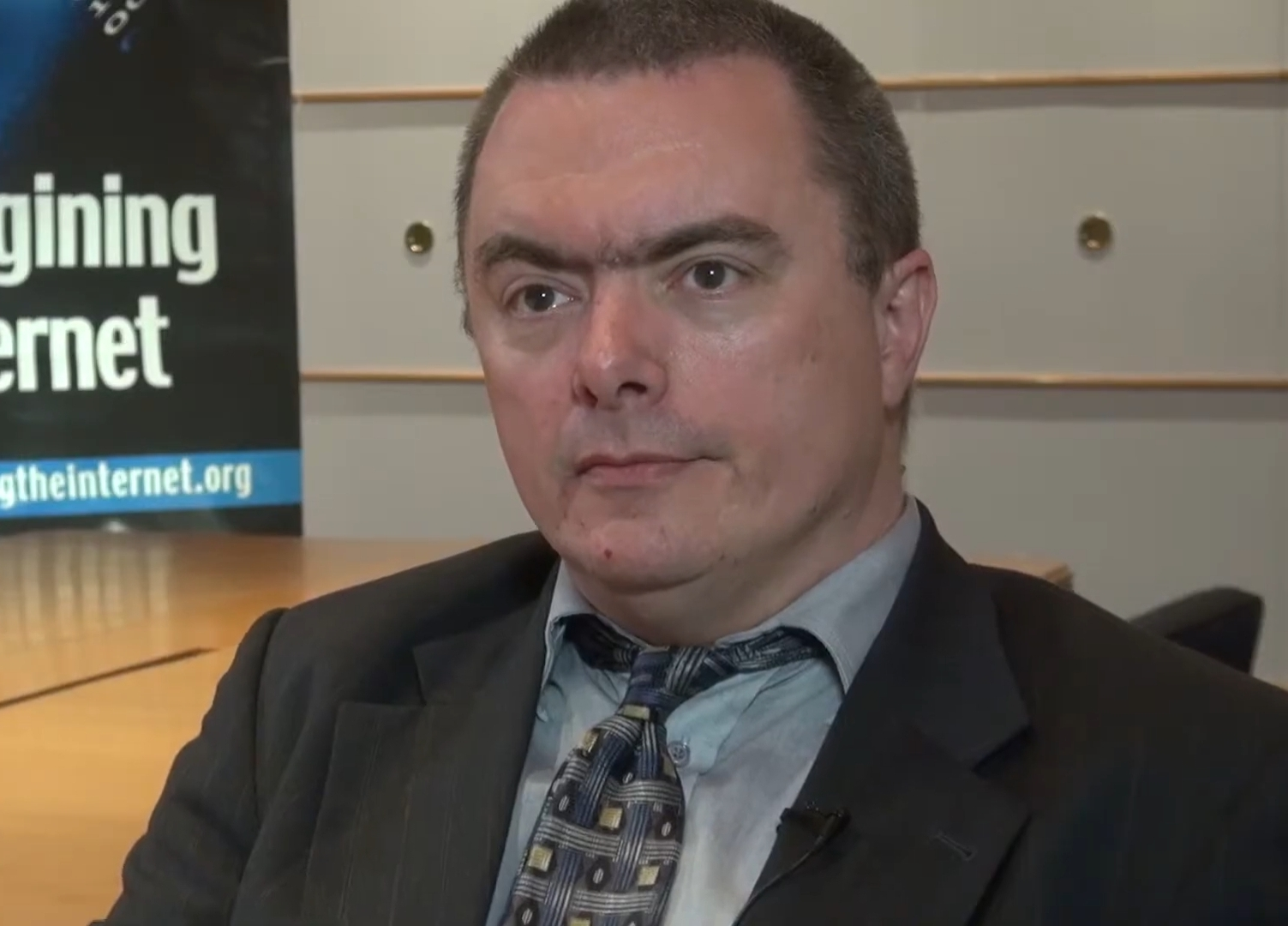
Paul Vixie, 2014

ポール・ヴィクシー(Paul Vixie)はいくつものRFCと良く知られたUNIXプログラム、SENDS、proxynet、rttyおよびVixie cronといったプログラムの作者。
高校時代はカリフォルニア州サンフランシスコにあるジョージワシントン高校に通っていた。
彼がDECに雇用されていた1988年に、DNSサーバのBINDの作業をはじめ、BIND8までは彼が主作者であり設計者であった。
DECを離れたあと、1994年にBINDや他のインターネットのためのソフトウェアのサポートのためInternet Software Consortium(ISC)をリック・アダムやカール・マラマッドらとともに立ち上げた。2004年には、Internet Software Consortiumの活動は新しい会社、Internet Systems Consortiumに引き継がれた。
1995年には彼は共同で主要ISPの集まるPalo Alto Internet Exchange(PAIX)を設立し、Metromedia Fiber Network(MFN)が1999年に買収してからは、MFNの最高技術責任者に就任し、のちにPAIXの社長になっている。
1998年には共同でスパムメール防止を目的としたカリフォルニアの非営利企業であるMAPS(Mail Abuse Prevention System)を設立している。
また彼は自身のコンサルティング企業であるヴィクシー・エンタープライゼスを経営している。
著書として、フレデリック・アヴォリオとの共著で有名なSendmail: Theory and Practiceを執筆している。
「単独の人物としてはもっとも多くのCERT Advisoryの報告者」という記録の保持者でもある。
ISCで働き、Fルートサーバのオペレータでもあるのだが、彼はつい最近Open Root Server Networkプロジェクトへも参加することを決意している。
2011年に慶應義塾大学においてコンピューターサイエンスの博士号を取得している。